# Катастрофа Boeing 747 поблизу Маврикія
Катастрофа Boeing 747 поблизу Маврикія — велика авіаційна катастрофа, що сталася 28 листопада 1987 року. Вантажно-пасажирський авіалайнер Boeing 747-244B Combi південноафриканської авіакомпанії South African Airways виконував плановий рейс SA 295 за маршрутом Тайбей — Порт-Луї — Йоганнесбург, але на підльоті до міжнародного аеропорту Плейсанс в Порт-Луї в його багажному відсіку почалось займання невідомої речовини. Пілоти вирішили дотягнути до Порт-Луї, але літак впав в Індійський океан у зв'язку з падінням з ешелону. Загинули всі 159 осіб, які перебували на борту, — 140 пасажирів і 19 членів екіпажу.
У ході пошукових робіт бортові самописці були підняті з рекордної глибини (4900 м), однак офіційна причина пожежі так і не була встановлена, що породило різні теорії змови.